# Пурш-Пурш
Пурш-Пурш — река на острове Сахалин. Длина реки — 39 км. Площадь водосборного бассейна — 296 км².
Начинается на отрогах Набильского хребта к западу от горы Братья. Течёт сначала на север, потом поворачивает на восток. Долина поросла лиственнично-берёзовым лесом. В низовьях пересекает Центральный хребет. Впадает в Охотское море севернее мыса Ратманова. Протекает по территории Ногликского городского округа Сахалинской области.
Основные притоки — Базовый (лв), Широкий (пр), Нивхский (лв), Топкий, Средний (оба — пр).

## Данные водного реестра
По данным государственного водного реестра России относится к Амурскому бассейновому округу.
Код объекта в государственном водном реестре — 20050000212118300002399.